# Freies Theater Tempus fugit
Das Freies Theater Tempus fugit ist ein Regionaltheater und Bildungsprojekt mit einer 300 m² großen Produktionsstätte in Lörrach. 1995 aus einer  Schultheater-AG hervorgegangen, vereint es heute in mehreren Theatergruppen und einem professionellen Ensemble über 150 Spieler und Spielerinnen jeglichen Alters, ausgebildete Schauspieler und Schauspielerinnen, Musiker und Musikerinnen und Theaterpädagogen und -pädagoginnen. Das Theater beschäftigt acht Angestellte, 15 Trainees und 14 Honorarkräfte. Im Oktober 2014 wurde eine institutionelle Förderung des ehemals Freien Theaters in Höhe von 150 000 Euro durch das Land Baden-Württemberg bekannt gegeben.
Gemeinsam mit einem Partnernetzwerk führt das Theater kulturelle Bildungsprojekte zu Themen wie Gewaltprävention oder Berufsorientierung und professionelle Theaterproduktionen in der Region Lörrach durch. Durchschnittlich erreicht es etwa 8.000 Zuschauer pro Jahr; an den Bildungsprojekten nehmen über 2.000 Personen teil.

## Preise und Auszeichnungen
- 2010: Auszeichnung der Theaterleitung und Gründerin Karin Maßen mit dem Bürgerpreis der Bürgerstiftung Lörrach[5]
- 2012: das Forumtheaterprojekt Zivilcourage wurde mit dem Herzogin-Marie-Preis ausgezeichnet[6]
- 2013: die Produktion des Spielzeitteams 2012/2013 Der Revisor von Nikolai Gogol (Regie: Vaclav Spirit) wurde mit dem Lamathea-Amateurtheaterpreis Baden-Württemberg für Innenraumtheater ausgezeichnet[7]